# Архиепархия Кампинаса
 Архиепархия Кампинаса  (лат. Archidioecesis Campinensis) — архиепархия Римско-католической церкви с центром в городе Кампинас, Бразилия. В митрополию Кампинаса входят епархии Ампару, Браганса-Паулисты, Лимейры, Пирасикабы, Сан-Карлуса. Кафедральным собором архиепархии Кампинаса является церковь Непорочного Зачатия Пресвятой Девы Марии.

## История
7 июня 1908 года Римский папа Пий X издал буллу Dioecesium nimiam, которой учредил епархию Кампинаса, выделив её из aрхиепархии Сан-Паулу. Первоначально епархия Кампинаса входила в митрополию Сан-Паулу.
19 апреля 1958 года Римский папа Пий XII выпустил буллу Sacrorum Antistitum, которой возвёл епархию Кампинаса в ранг архиепархии.

## Ординарии архиепархии
- епископ João Batista Corrêa Néri (3.08.1908 — 1.02.1920, до смерти);
- епископ Francisco de Campos Barreto (30.07.1920 — 22.08.1941, до смерти);
- архиепископ Paulo de Tarso Campos (14.12.1941 — 19.09.1968, в отставке);
- архиепископ Antônio Maria Alves de Siqueira (19.09.1968 — 10.02.1982, в отставке);
- архиепископ Gilberto Pereira Lopes (10.02.1982 — 2.06.2004, в отставке);
- архиепископ Bruno Gamberini (2.06.2004 — 28.08.2011, до смерти);
- архиепископ Airton José dos Santos (15.02.2012 — 25.04.2018 — назначен архиепископом Марианы);
- архиепископ João Inácio Müller, O.F.M. (15.05.2019 — по настоящее время).

## Источник
- Annuario Pontificio, Libreria Editrice Vaticana, Città del Vaticano, 2003, ISBN 88-209-7422-3
- Bolla Sacrorum Antistitum Архивная копия от 3 марта 2013 на Wayback Machine, AAS 51 (1959), стр. 90  (лат.)